# Warunek wystarczający
Warunek wystarczający (inaczej warunek dostateczny) – każdy warunek, z którego dany fakt wynika. Jeżeli warunek wystarczający zachodzi (wystarczy, by zachodził), wówczas zachodzi dany fakt.
Na przykład, jeżeli liczba jest podzielna przez 10, to jest podzielna przez 5. Fakt podzielności przez 10 jest warunkiem wystarczającym dla podzielności przez 5, natomiast fakt podzielności przez 5 jest warunkiem koniecznym dla podzielności przez 10.
Warunek wystarczający nie musi być warunkiem koniecznym — liczba nie musi wcale być podzielna przez 10, by była podzielna przez 5.